# Vana Barba
Vasiliki „Vana“ Barba (griechisch Βασιλική „Βάνα“ Μπάρμπα, auch als Vanna Barba transkribiert; * 13. März 1966 in Athen) ist eine griechische Schauspielerin und ehemaliges Model.

## Leben
Seit dem Gewinn des Wettbewerbs Miss Hellas 1984 spielte Vana Barba in zahlreichen Film- und Fernsehproduktionen. Im Film Mediterraneo, der als bester fremdsprachiger Film bei der Oscarverleihung 1992 ausgezeichnet wurde, war Barba Darstellerin der Prostituierten Vassilissa.
Vana Barba war Darstellerin eines Zimmermädchens in einem Chips-Spot, der den Fall Strauss-Kahn parodierte.